# 아스코스

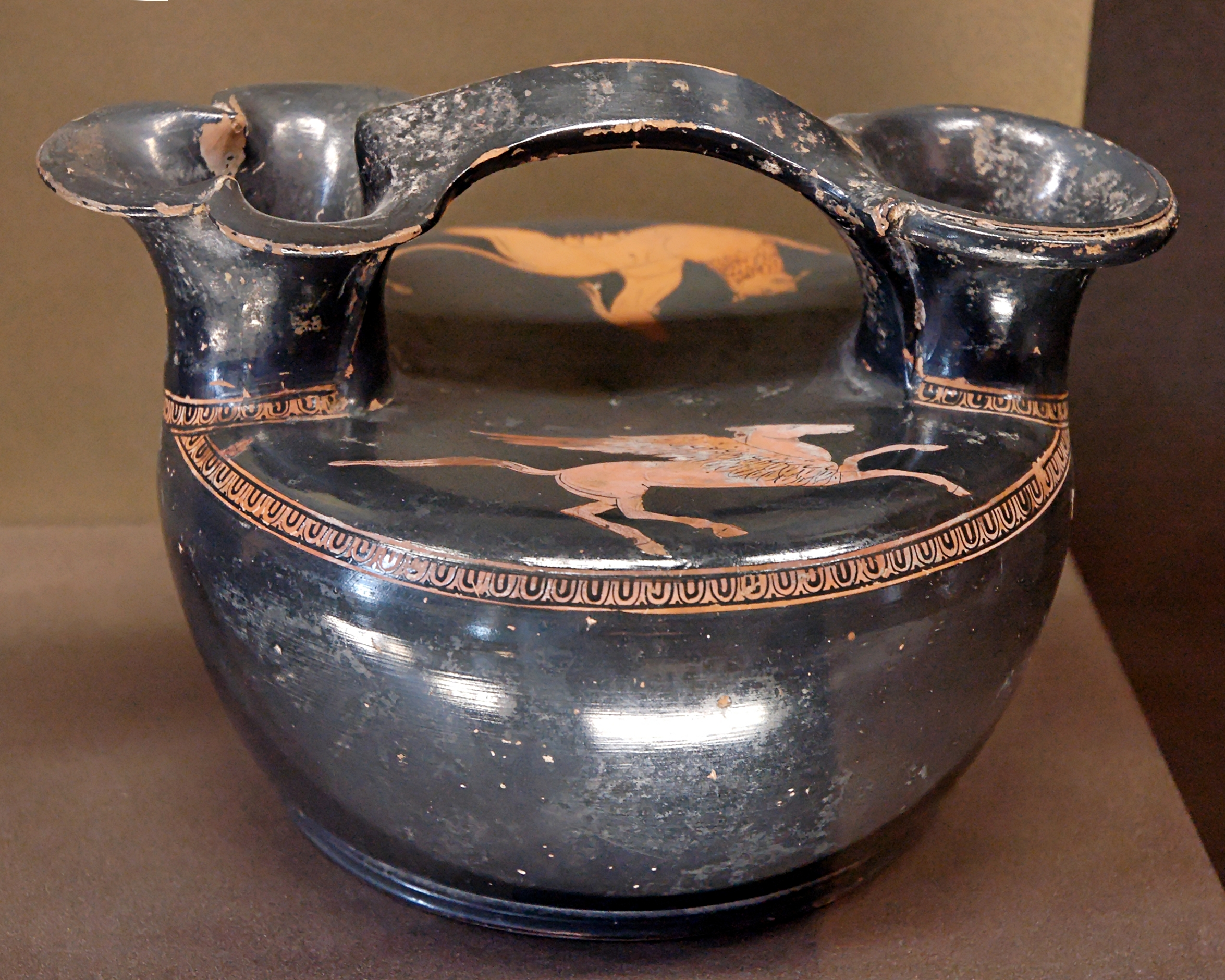
아스코스

아스코스(Askos)는 그리스, 로마의 유물로, 기름이나 술을 담는 항아리이다. 타원형이며, 짧게 튀어 나온 아가리와 아가리 부위에서 등 부위에 걸쳐 활 모양의 손잡이가 있는 것이 특징이다.